# サボハニ
サボハニは、大都技研のパチスロ機に登場するオリジナルキャラクター。

## 概要
2002年発売の「シェイク」において、主要キャラクターとして登場。サボテン型の 「saboT」（サボティ） と、埴輪型の 「mr. honey」（ミスターハニー） のコンビ。
その後、同社が発売した様々なパチスロ機において、ボーナス確定、あるいは高確率状態確定などを示唆するプレミアムキャラクターとして登場している。
また、2006年2月に大都技研のパートナー企業として立ち上げた「株式会社サボハニ」で名前が使用されている。
なお、アニメ版『吉宗』のエンディングテーマ曲「お江戸はカーニバル!」を歌う歌手の名前としても「サボハニ」がクレジットされているが、正体は不明。

## 登場機種
- シェイク
- 吉宗
  - 高確率演出中の人影演出から発展して登場。登場した時点でボーナスもしくは本前兆（ボーナス確定まであと数ゲームの状態）確定。
- 押忍!番長
  - 通常時、背景を巨大なメカサボハニが通過する。登場した時点でボーナス確定。
- 秘宝伝
  - 地震演出からサボハニが落下して走り去る。登場すると高確率状態の潜伏、もしくは伝説モード滞在が確定。
- シェイクII
  - 事実上の主人公として通常画面に常時登場。またリール上でサボハニ絵柄が揃うとボーナスチャンスとなる。
- 爺サマー
  - 自力で1G連を達成した場合のボーナス確定画面で、天使の格好をしたサボハニが登場。なお1ゲーム目にボーナスのフラグを引いていればよいため、リプレイとフラグが重複した場合は数ゲーム経過後に登場することもある。
- HEY！鏡